# 米尔特罗夫
米尔特罗夫（德語：Mühltroff，發音：[ˈmyːlˌtʁɔf] ⓘ）是德国萨克森州福格特兰县曾经的一个市镇，面积27.70平方千米，2012年9月6日人口为1,949人。2013年1月1日，米尔特罗夫与市镇福格特兰地区保萨合并为市镇保萨-米尔特罗夫。